# Jamaica
Jamaica este o țară insulară din Marea Caraibilor, și a treia cea mai mare insulă din Antilele Mari. Insula are o suprafață de 10.991 km², și se află la 145 km sud de Cuba, și 191 km vest de Hispaniola, insula pe care se află Haiti și Republica Dominicană. Jamaica este a cincea cea mai mare țară și a treia cea mai mare insulă din Caraibe.
La început, insula a fost locuită de oamenii Arawak și Taíno, după care, odată cu ajungerea lui Cristofor Columb din 1494 în America, a venit dominația spaniolă. Denumit Santiago, a fost colonie spaniolă până în 1655, când Anglia (mai târziu Marea Britanie) a cucerit insula și a redenumit-o Jamaica. Sub conducere britanică, Jamaica a devenit unul dintre cei mai mari exportatori de zahăr, economia plantațiilor bazându-se pe sclavii importați din Africa, și mai târziu, pe forța de muncă chineză și indiană. Emanciparea cu drepturi depline le-a fost acordată sclavilor în 1838, iar țara și-a câștigat independența față de Regatul Unit pe 6 august 1962.
Cu o populație de 2,8 milioane de locuitori, Jamaica este a treia cea mai populată țară anglofonă din America, după Statele Unite și Canada, și a patra cea mai populată țară din Caraibe. Capitala, și cel mai mare oraș, se află la Kingston. Orașul are o populație de 937.700 de locuitori. Jamaicanii sunt, în mare parte, descendenți ai africanilor, dar există și europeni, chinezi, indieni, și alte minorități multi-rasiale.
Jamaica este membră a Comunității Națiunilor, monarh și șef de stat fiind regele Charles. Reprezentantul acestuia, stabilit în această țară, este guvernatorul Patrick Allen. Prim-ministrul Jamaicăi este Portia Simpson-Miller. Jamaica este o monarhie constituțională, puterea legislativă aflându-se în mâinile Parlamentului, care este format dintr-un Senat și dintr-o Cameră a Reprezentaților.

## Istorie
Locuită în vechime de indieni arawaki, a fost descoperită de Cristofor Columb la 5 mai 1494. În secolul al XVI-lea, Spania a început colonizarea insulei aducând sclavi negri din Africa pentru munca pe plantațiile de zahăr. Din anul 1665, a devenit posesiune engleză. În 1944, Jamaica a adoptat prima constituție, iar în 1953 și-a câștigat autonomia. Din ianuarie 1958, Jamaica a făcut parte din Federația Indiilor de Vest, componentă a Imperiului britanic. În urma referendumului din septembrie 1961, ea a ieșit din Federație, iar la 6 august 1962 a devenit independentă.
Șeful statului este regina Marii Britanii, reprezentată de un guvernator general numit de ea la recomandarea primului ministru al Jamaicăi.

## Geografie
Jamaica este un stat situat între America Centrală si America de Sud (Arhipelagul Antilelor Mari). Suprafața: 10.991 km². Procentajul de apă: 1,5%. Relieful Jamaicăi este constituit, în cea mai mare parte, dintr-un podiș calcaros, mărginit de culmi muntoase în nord și est (altitudinea maximă: 2.256 m - vârful Blue Mountain) și de câmpii litorale în sud și vest.

## Diviziuni teritoriale
Statul Jamaica este organizat, din punct de vedere administrativ, în 14 parohii grupate în trei comitate, care nu au valoare administrativă:

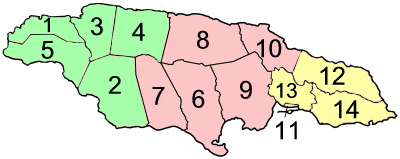
Parohiile statului Jamaica

|                     | Parohia            | Suprafața (km²) | Populația (2010) | Reședința parohiei |
| Comitatul Cornwall  |                    |                 |                  |                    |
| 1                   | Hanover            | 450,4           | 68.000           | Lucea              |
| 2                   | Saint Elizabeth    | 1.212,4         | 148.000          | Black River        |
| 3                   | Saint James        | 594,9           | 200.000          | Montego Bay        |
| 4                   | Trelawny           | 874,6           | 74.000           | Falmouth           |
| 5                   | Westmoreland       | 807             | 141.000          | Savanna-la-Mar     |
| Comitatul Middlesex |                    |                 |                  |                    |
| 6                   | Clarendon          | 1.196,3         | 237.024          | May Pen            |
| 7                   | Manchester         | 830,1           | 190.000          | Mandeville         |
| 8                   | Saint Ann          | 1.212,6         | 166.762          | Saint Ann's Bay    |
| 9                   | Saint Catherine    | 1.192,4         | 615.560          | Spanish Town       |
| 10                  | Saint Mary         | 610,5           | 115.000          | Port Maria         |
| Comitatul Surrey    |                    |                 |                  |                    |
| 11                  | Kingston (parohie) | 21,8            | 96.052           | Kingston           |
| 12                  | Portland           | 814             | 81.000           | Port Antonio       |
| 13                  | Saint Andrew       | 430,7           | 555.828          | Half Way Tree      |
| 14                  | Saint Thomas       | 742,8           | 100.000          | Morant Bay         |
|                     | Jamaica            | 10.990,5        | 2.847.232        | Kingston           |

## Flora și fauna
Flora statului Jamaica este reprezentată, în mare parte, de vegetația montană și de savană. 19% din întreaga suprafață a Jamaicăi este ocupată de pădurile tropicale, care cuprind sute de specii de amfibieni (prezenți pe tot teritoriul Jamaicăi), reptile, păsări, un număr redus de mamifere, plante ierboase, arbuști și arbori.

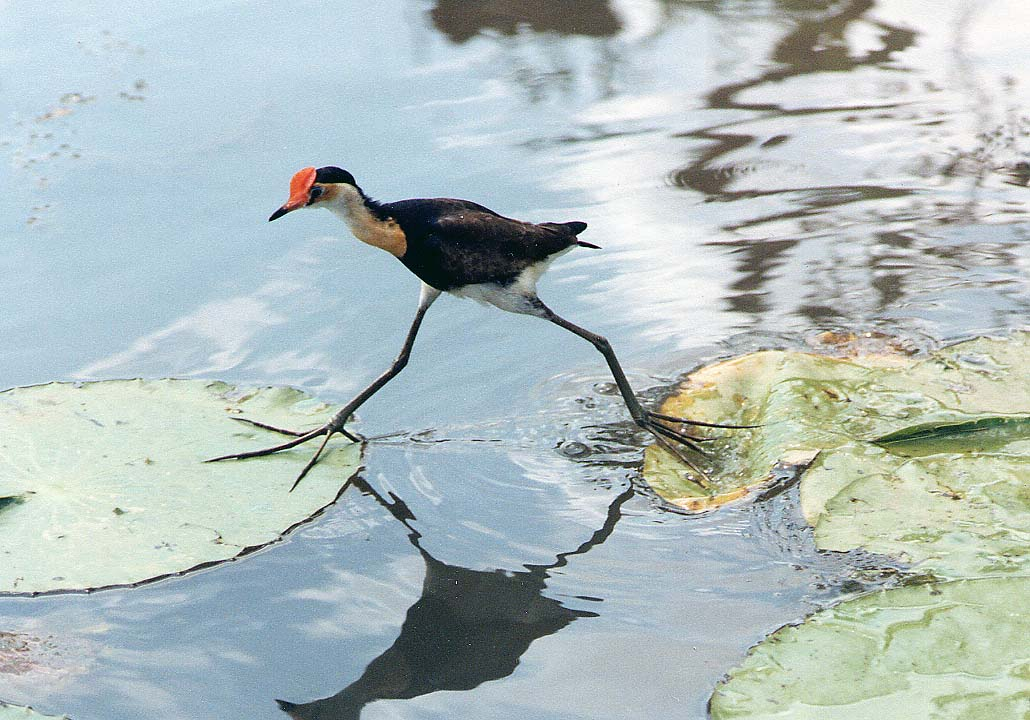
Jaçana (Irediparra gallinacea)
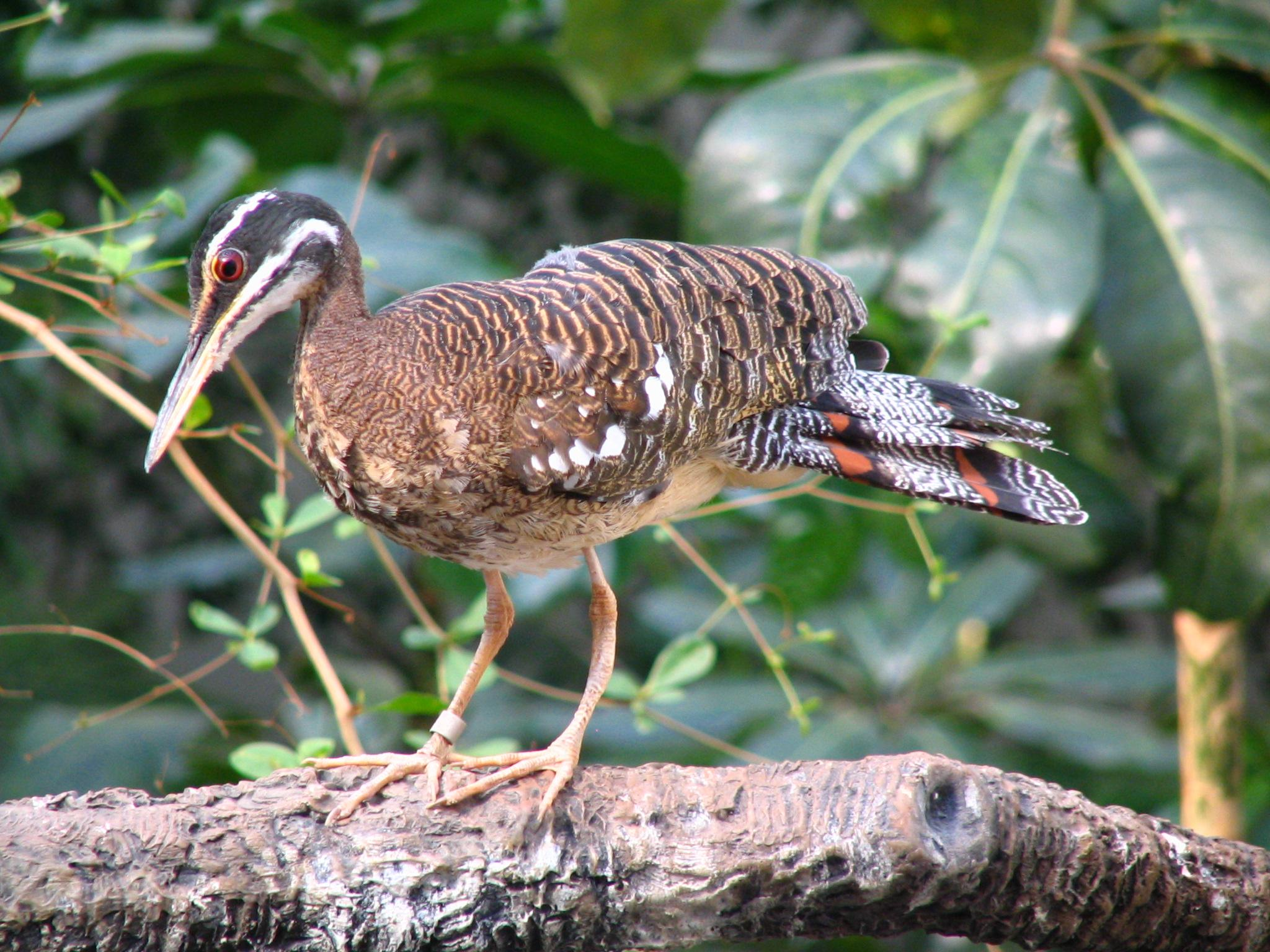
Pasărea Soarelui (Eurypyga helias)
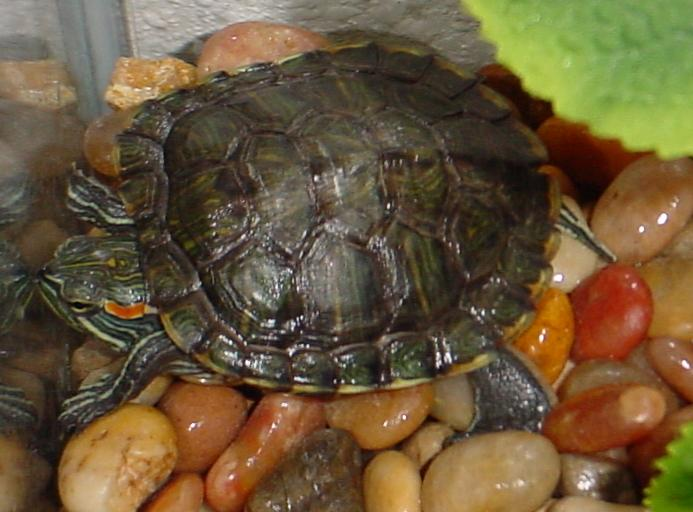
Broasca ţestoasă de baltă (Trachemys scripta)
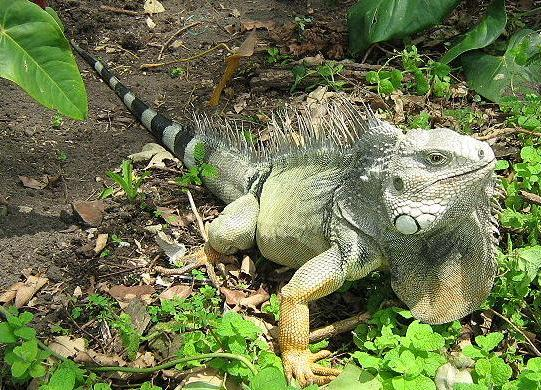
Iguana verde (Iguana iguana)
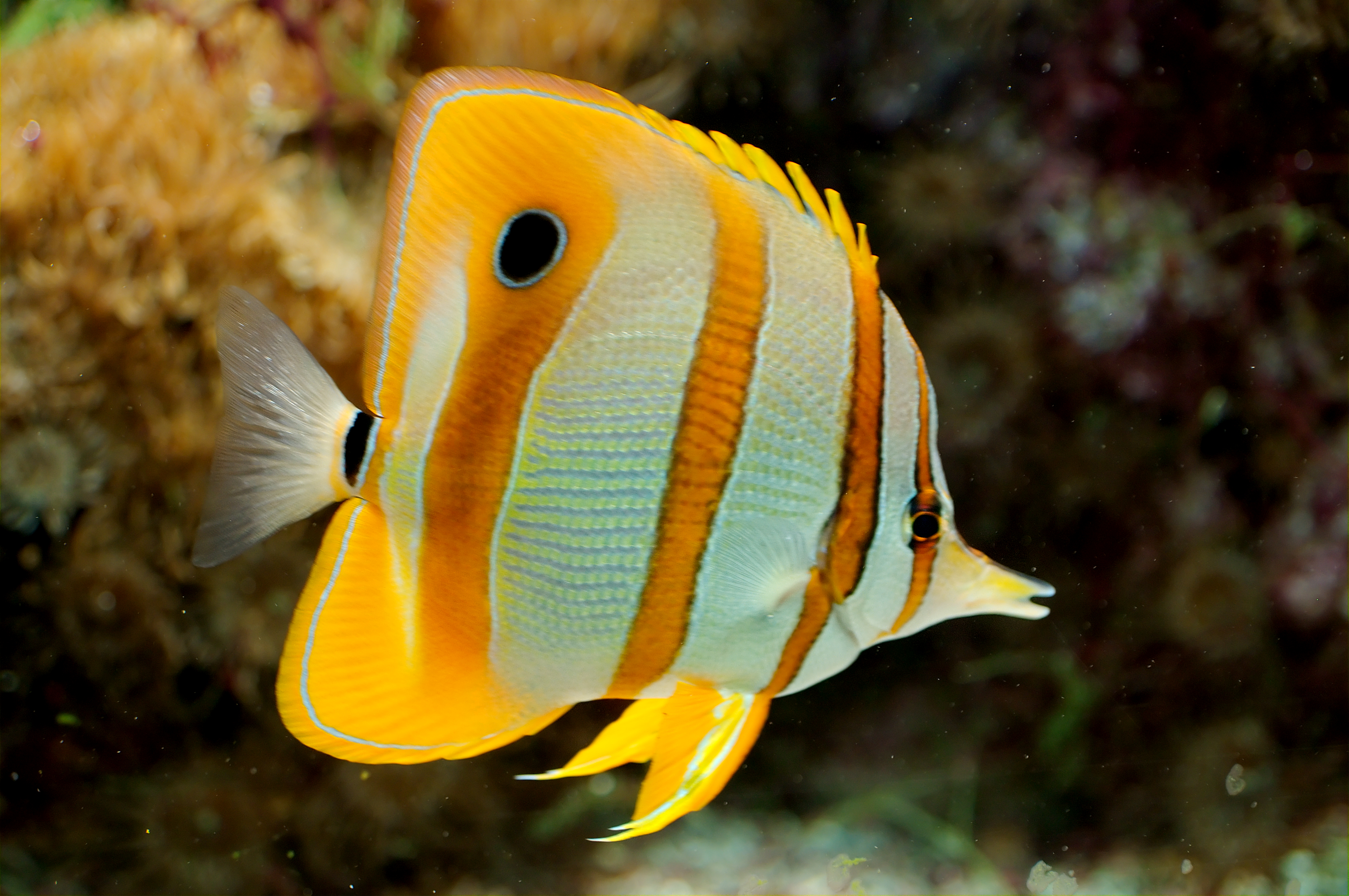
Peştele pensetă (Chelmon rostratus)
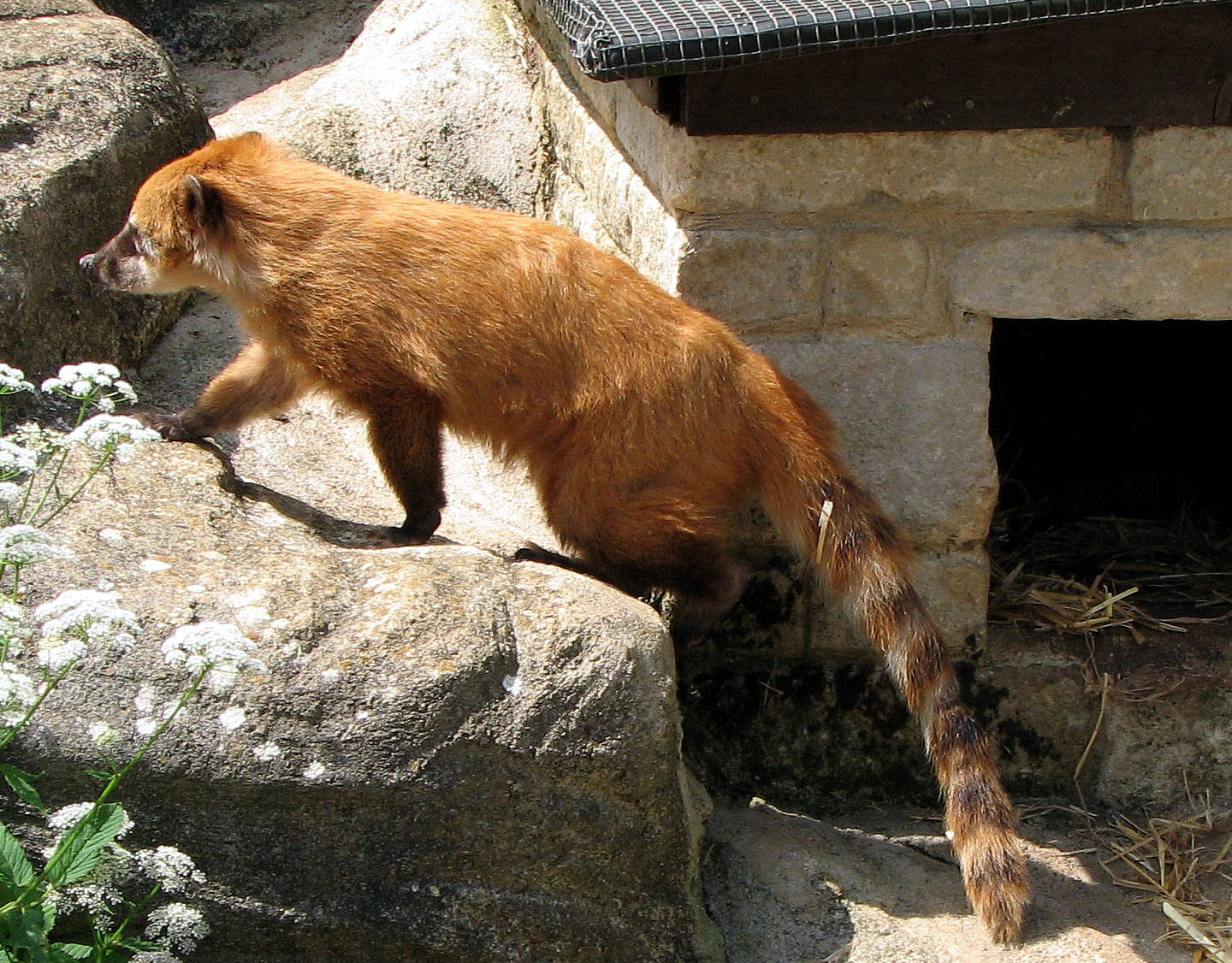
Coati (Nasua nasua)
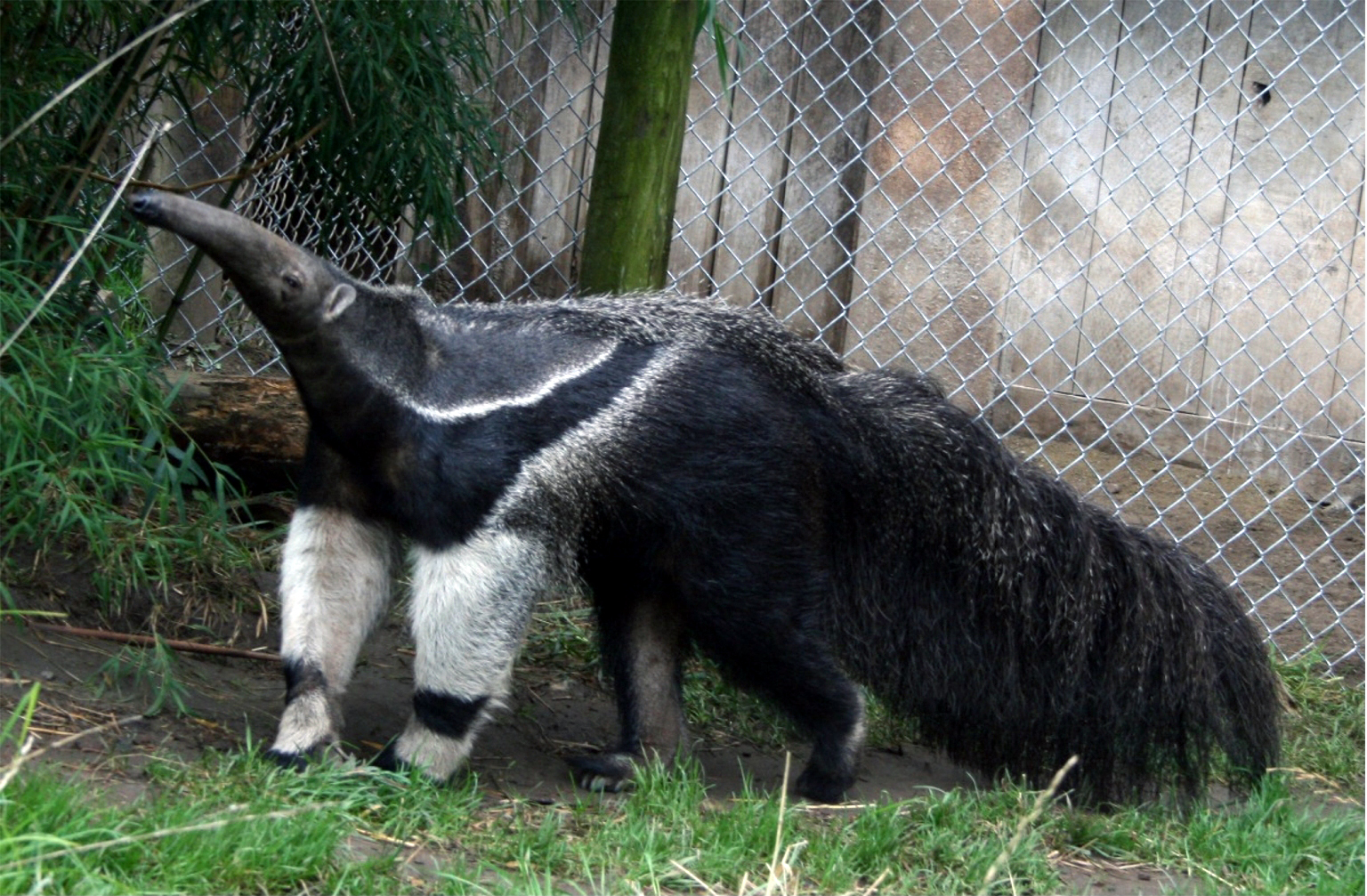
Furnicarul gigant (Myrmecophaga tridactyla)
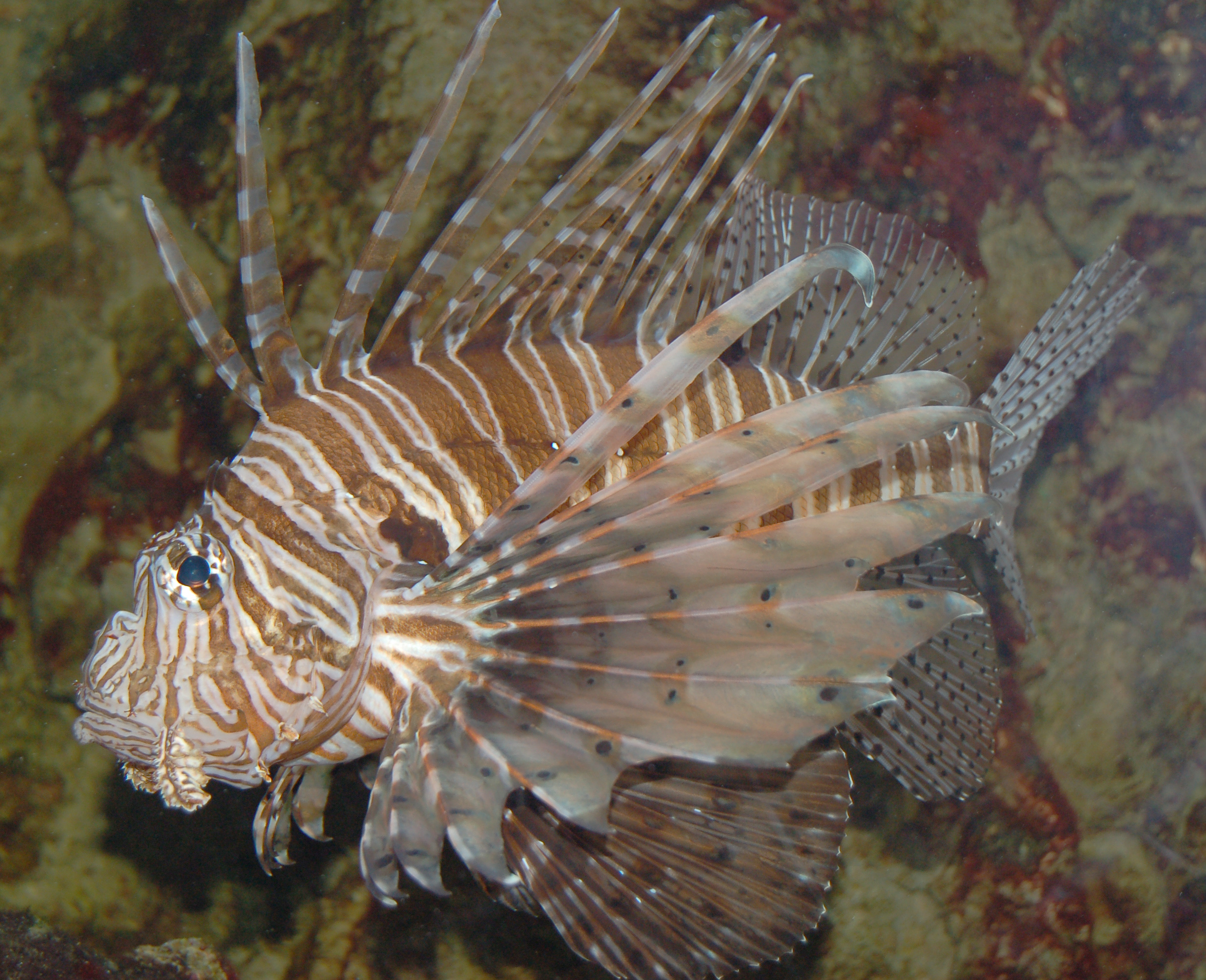
Peştele-leu roşu (Pterois volitans)

## Economie
Economia Jamaicăi este bazată pe exploatări miniere, agricultură și turism. PIB (2008): 14,4 miliarde $ (18% din agricultură, 17,7% din industrie, 64,3% din servicii). PIB/loc.: 5.335 $. Se extrag bauxită (este al treilea producător de bauxită de pe Glob), minereuri de fier, mangan, metale colorate. Funcționează mici întreprinderi de prelucrare a materiei prime industriale și agricole. Se cultivă: trestie de zahăr, arbori de cafea și de piper, bananieri, plante citrice, orez, grâu, porumb, batați, manioc, tutun, cânepă (ganja, herb). Se practică creșterea animalelor pentru carne și lapte. De asemenea, turismul reprezintă principalul venit intern al țării, astfel că plajele sunt des asaltate de mulți turiști. Se produc ciment, textile, zahăr, rom, conserve. Pescuitul este practicat intens. Exportă bauxită, alumină, rom, cafea, zahăr, piper. Importă mijloace de transport, combustibili, echipamente și utilaje industriale. Comerț extern cu Statele Unite, Canada, Marea Britanie, Franța, Germania ș.a. Căi ferate: 400 km. Căi rutiere: 16.735 km.

## Demografie
În anul 2001, Jamaica înregistra o populație de 2.607.631 locuitori, în 2002, 2.680.000 locuitori, în 2007, 2.682.100 locuitori, în 2008, 2.804.334 locuitori, în 2009, 2.695.164 locuitori, iar în 2010, 2.847.232 locuitori. După statisticile de mai sus se poate constata că rata creșterii anuale a populației este pozitivă (+ 0,8%). Densitatea (2010): 252 locuitori/km². În următorul tabel sunt prezentate cele mai populate orașe ale Jamaicăi (în ordine descrescătoare):
| Rang | Numele orașului     | Populația (2010)  |
| ---- | ------------------- | ----------------- |
| 1    | Kingston (capitala) | 944.964 locuitori |
| 2    | Montego Bay         | 175.127 locuitori |
| 3    | Spanish Town        | 162.359 locuitori |
| 4    | Mandeville          | 72.000 locuitori  |
| 5    | May Pen             | 60.000 locuitori  |